# 华飘拂草
华飘拂草（学名：Fimbristylis chinensis）为莎草科飘拂草属下的一个种。
显性 具叶或无叶.小穗1-12个,簇生成头状；柱头3.小坚果不详.

## 扩展阅读
- 維基物種上的相關：华飘拂草